# Schlünke
Schlünke ist ein Wohnplatz in der Gemeinde Kürten im Rheinisch-Bergischen Kreis.

## Lage und Beschreibung
Der Ort liegt nördlich von Bornen abseits überörtlicher Straßen.

## Geschichte
Ab der Preußischen Neuaufnahme von 1892 ist er auf Messtischblättern regelmäßig als Schlünke verzeichnet.
Die Gemeinde- und Gutbezirksstatistik der Rheinprovinz führt Schlünke 1871 mit zwei Wohnhäusern und elf Einwohnern auf.
Im Gemeindelexikon für die Provinz Rheinland von 1888 werden ein Wohnhaus mit vier Einwohnern angegeben.
1895 hatte der Ort ein Wohnhaus und vier Einwohner.
1905 besaß der Ort ein Wohnhaus und drei Einwohner.
1927 wurden die Bürgermeisterei Olpe in das Amt Olpe überführt. In der Weimarer Republik wurden 1929 die Ämter Kürten mit den Gemeinden Kürten und Bechen und Olpe mit den Gemeinden Olpe und Wipperfeld zum Amt Kürten zusammengelegt. Der Kreis Wipperfürth ging am 1. Oktober 1932 in den Rheinisch-Bergischen Kreis mit Sitz in Bergisch Gladbach auf.
1975 entstand aufgrund des Köln-Gesetzes die heutige Gemeinde Kürten, zu der neben den Ämtern Kürten, Bechen und Olpe ein Teilgebiet der Stadt Bensberg mit Dürscheid und den umliegenden Gebieten kam.